# Quint Curi
Quint Curi (en llatí Quintus Curius) va ser un magistrat romà. Formava part de la gens Cúria, una antiga família romana d'origen plebeu.
Era un senador romà que havia estat qüestor i l'any 64 aC es va presentar de candidat al consolat però no només va perdre les eleccions, sinó que va ser expulsat del senat pels censors, degut al seu mal caràcter i a que era un jugador notori.
Amic de Catilina i còmplice a la seva conspiració, va revelar els plans a la seva amant Fúlvia, que els va comunicar a Ciceró. Probablement va morir en la repressió de la conspiració el 63 aC. O potser va sobreviure, i seria el mateix Curi del que parla Appià, que es trobava a Bitínia amb Gneu Domici Aenobarb l'any 40 aC, al que va intentar trair, i en ser descobert va ser ajusticiat.